# David Poe Jr.
David Poe Jr. (18 de julio de 1784 – ¿11 de diciembre de 1811?) fue un actor estadounidense, padre de Edgar Allan Poe.

## Biografía
David Poe nació en Baltimore, Maryland. Su padre, David Poe Sr., había emigrado de Irlanda (de la townland de Dring, parroquia de Kildallan, Condado de Cavan) a América hacia el año 1750, y fue bien conocido por su gran patriotismo como intendente durante la Guerra de Independencia estadounidense, llegando a pagar suministros al ejército de su propio bolsillo, incluidos 500 dólares destinados a ropa para las tropas. Debido a esto David Poe Sr. se había ganado el respeto y la amistad del Marqués de Lafayette y el título honorífico de "General". Su hijo David no obedeció los deseos de su familia de estudiar para abogado, y en su lugar se convirtió en actor.
En 1806, David Jr. se casó con Elizabeth "Eliza" Arnold Hopkins, nacida en Inglaterra, cuyo primer marido, Charles Hopkins, había muerto seis meses antes. Poe era considerado un actor inferior en comparación con su esposa, posiblemente debido al llamado miedo escénico. Un crítico de su tiempo llegó a afirmar sobre el matrimonio que "la dama era joven y bonita, y mostraba gran talento como cantante tanto como actriz; mientras que el caballero no valía nada". El hijo mayor de la pareja, William Henry Leonard Poe, nació en Boston, Massachusetts el 30 de enero de 1807, nueve meses después de su boda.

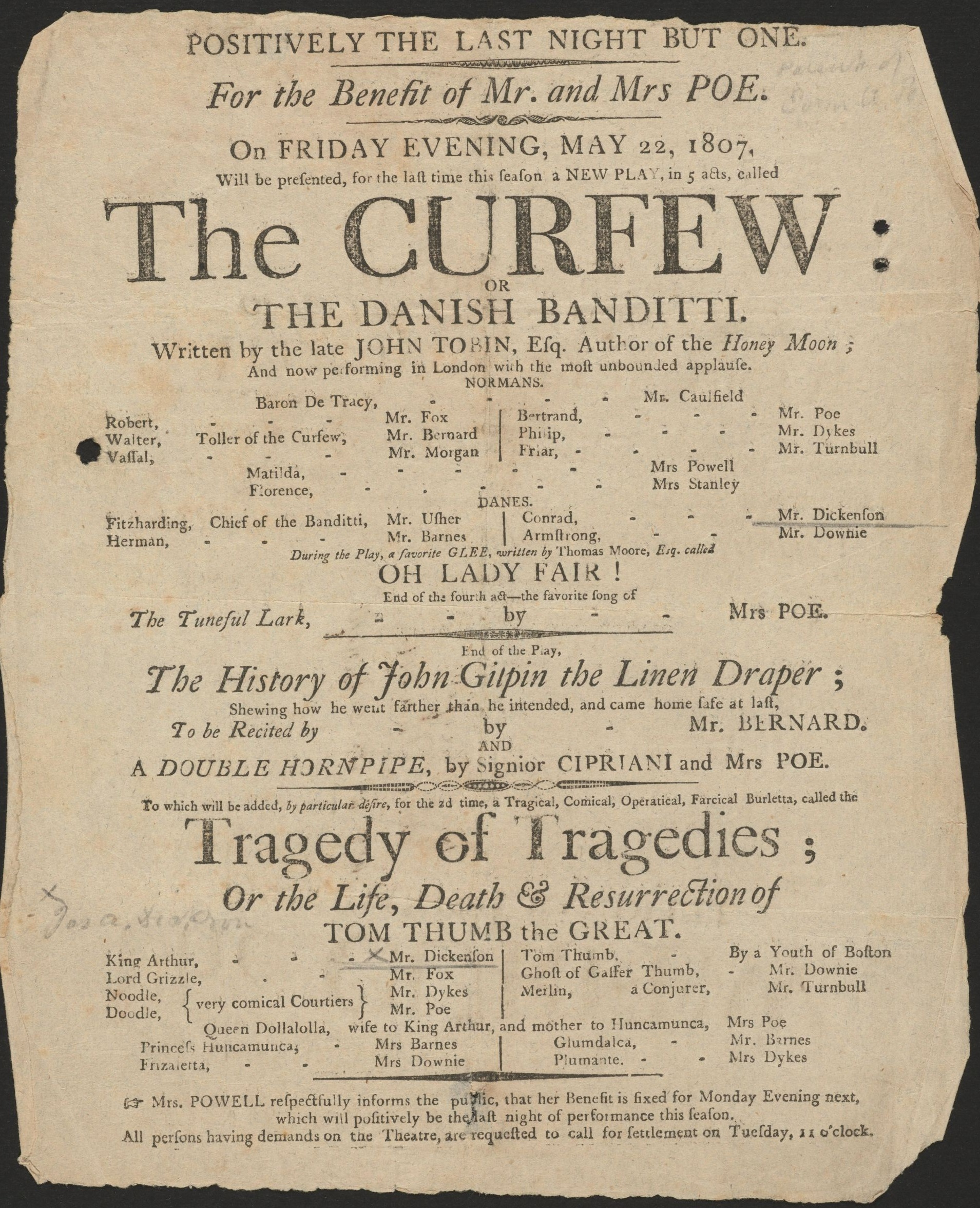
Cartel de la obra teatral The Curfew de 1807, en que se solicitaba ayuda para el Sr. y la Sra. Poe.

Después del nacimiento de su segundo hijo, Edgar, el 19 de enero de 1809, la familia quedó en la ruina. Alcohólico y de fuerte carácter durante gran parte de su vida adulta, David Jr. abandonó el escenario y a su familia en algún momento antes de julio de 1809, desapareciendo del registro histórico. En ausencia de David, Eliza dio a luz a una hija en diciembre de 1810, pero la verdadera paternidad de Rosalie Poe sigue siendo incierta. Edgar Allan Poe, sin embargo, declaró siempre que Rosalie Poe era su hermana, e hija de David Poe Jr.
En una carta de 1835 el escritor informó: "Mi padre David murió cuando yo tenía dos años y mi hermana Rosalie era solo un bebé". Según la autora Susan Talley Weiss, David Poe murió el 11 de diciembre de 1811, solo tres días después de la muerte de Eliza.
Después de la muerte de Eliza en 1811, los tres niños fueron separados. Henry vivía con sus abuelos paternos en Baltimore, Edgar fue criado por John y Frances Allan en Richmond, y Rosalie fue adoptada por William y Jane Scott Mackenzie, también de Richmond.